# Parafia Matki Bożej Częstochowskiej w Kossowie
Parafia Matki Bożej Częstochowskiej – parafia rzymskokatolicka w Kossowie. Erygowana w 1747. Należy do dekanatu szczekocińskiego diecezji kieleckiej. Mieści się pod numerem 26.